# Bayerisches Gesetz über das Erziehungs- und Unterrichtswesen
Das Bayerische Gesetz über das Erziehungs- und Unterrichtswesen, abgekürzt BayEUG, regelt, nachdem im Bereich des Schulrechts die Gesetzgebungszuständigkeit bei den Bundesländern liegt, auf der Grundlage der Art. 128–137 der Verfassung des Freistaates Bayern das Schulrecht für die öffentlichen und privaten Schulen in Bayern. Eine Besonderheit im bayerischen Bildungswesen sind die im Gesetz vorgesehenen schulvorbereitenden Einrichtungen für Kinder mit sonderpädagogischem Förderbedarf, die es so in der Form bisher in keinem anderen Bundesland gab.

## Gesetzesstruktur
Das Gesetz ist wie folgt strukturiert:
- Erster Teil: Grundlagen (Art. 1–5a)
- Zweiter Teil: Die öffentlichen Schulen (Art. 6–89)
  - Abschnitt I: Gliederung des Schulwesens (Art. 6)
  - Abschnitt II: Schularten und Mittlerer Schulabschluss (Art. 7–25)
  - Abschnitt III: Errichtung und Auflösung von öffentlichen Schulen; Schulveranstaltungen; Zusammenarbeit; kooperatives Lernen (Art. 26–34)
    - a) Allgemeine Grundsätze (Art. 26–31)
    - b) Besondere Regelungen für Pflichtschulen (Art. 32–34)

  - Abschnitt IV: Schulpflicht, Pflichtschulen, Sprengelpflicht, Gastschulverhältnisse, Wahl des schulischen Bildungswegs (Art. 35–44)
  - Abschnitt V: Inhalte des Unterrichts (Art. 45–48)
  - Abschnitt VI: Grundsätze des Schulbetriebs (Art. 49–55)
  - Abschnitt VII: Schülerinnen und Schüler (Art. 56)
  - Abschnitt VIII: Schulleiterin oder Schulleiter, Lehrerkonferenz, Lehrkräfte und sonstiges Personal (Art. 57–61)
  - Abschnitt IX: Einrichtungen zur Mitgestaltung des schulischen Lebens (Art. 62–73)
    - a) Schülermitverantwortung (Art. 62–63)
    - b) Elternvertretung (Art. 64–68)
    - c) Schulforum (Art. 69)
    - d) Berufsschulbeirat (Art. 70–72)
    - e) Landesschulbeirat (Art. 73)

  - Abschnitt X: Schule und Erziehungsberechtigte, Schule und Arbeitgeber (Art. 74–77)
  - Abschnitt XI: Besondere Einrichtungen und Schulgesundheit (Art. 78–80)
  - Abschnitt XII: Schulversuche, MODUS-Schulen (Art. 81–83)
  - Abschnitt XIII: Kommerzielle und politische Werbung, Verarbeitung personenbezogener Daten (Art. 84–85a)
  - Abschnitt XIV: Erziehungs-, Ordnungs- und Sicherungsmaßnahmen (Art. 86–88a)
  - Abschnitt XV: Schulordnung (Art. 89)
- Dritter Teil: Private Unterrichtseinrichtungen (Art. 90–105)
  - Abschnitt I: Private Schulen (Schulen in freier Trägerschaft) (Art. 90–104)
    - a) Aufgabe (Art. 90)
    - b) Ersatzschulen (Art. 91–101)
    - c) Ergänzungsschulen (Art. 102–104)

  - Abschnitt II: Lehrgänge und Privatunterricht (Art. 105)
- Vierter Teil: Schülerheime (Art. 106–110)
- Fünfter Teil: Schulaufsicht, Schulverwaltung (Art. 111–117)
- Sechster Teil: Maßnahmen zur Durchsetzung der Schulpflicht, Ordnungswidrigkeiten (Art. 118–119)
- Siebter Teil: Staatsinstitute und Studienkollegs (Art. 120–121)
- Achter Teil: Übergangs- und Schlussbestimmungen (Art. 122–125)

## Verfassungsrechtliche Vorgaben

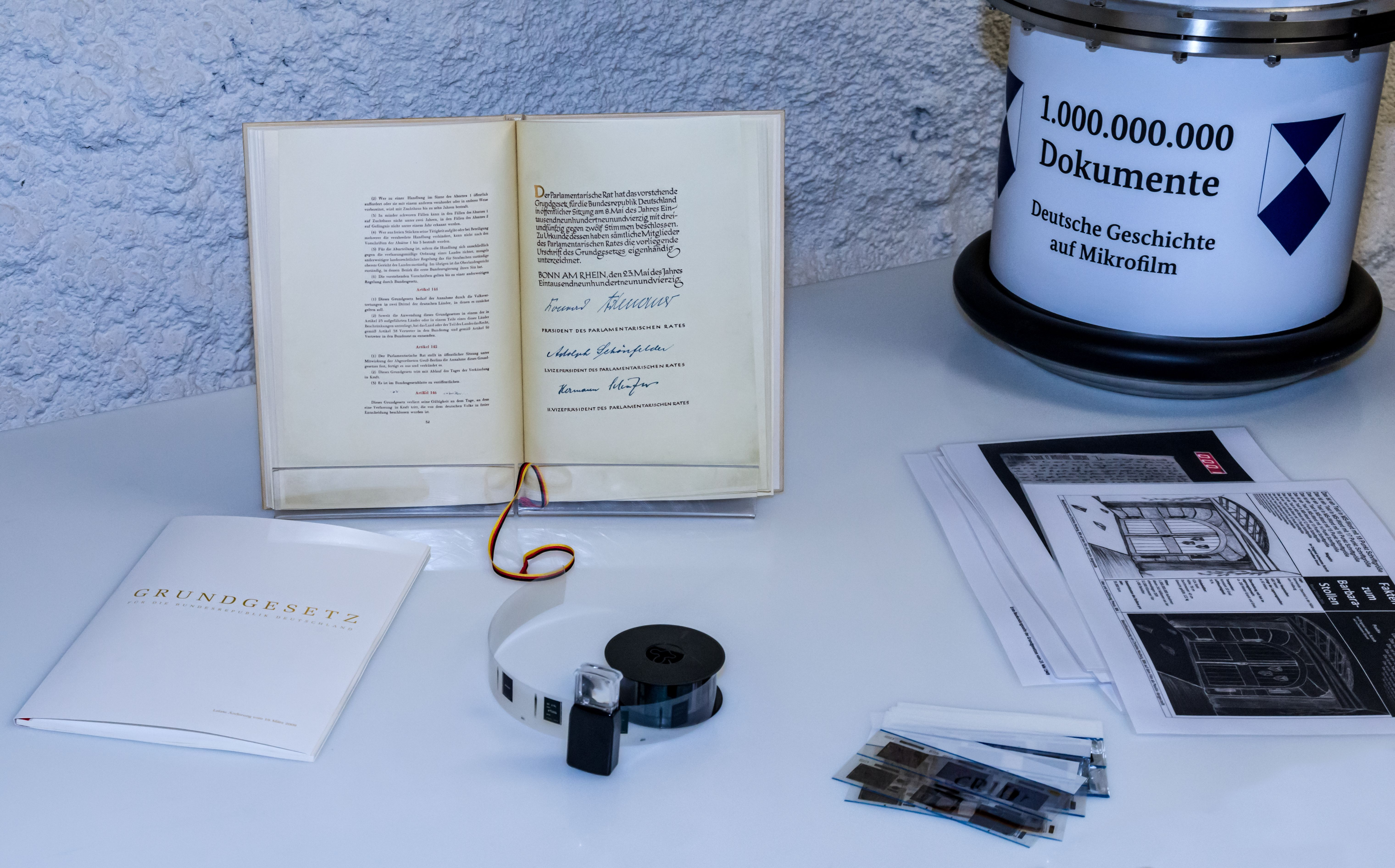
Grundgesetz für die Bundesrepublik Deutschland

Wilhelm Hoegner (1930 oder früher) gilt als „Vater der Bayerischen Verfassung“

Das Grundgesetz für die Bundesrepublik Deutschland trifft in Artikel 7 folgende Festlegungen:
(1) Das gesamte Schulwesen steht unter der Aufsicht des Staates.
(2) Die Erziehungsberechtigten haben das Recht, über die Teilnahme des Kindes am Religionsunterricht zu bestimmen.
(3) Der Religionsunterricht ist in den öffentlichen Schulen mit Ausnahme der bekenntnisfreien Schulen ordentliches Lehrfach. Unbeschadet des staatlichen Aufsichtsrechtes wird der Religionsunterricht in Übereinstimmung mit den Grundsätzen der Religionsgemeinschaften erteilt. Kein Lehrer darf gegen seinen Willen verpflichtet werden, Religionsunterricht zu erteilen.
(4) Das Recht zur Errichtung von privaten Schulen wird gewährleistet. Private Schulen als Ersatz für öffentliche Schulen bedürfen der Genehmigung des Staates und unterstehen den Landesgesetzen. Die Genehmigung ist zu erteilen, wenn die privaten Schulen in ihren Lehrzielen und Einrichtungen sowie in der wissenschaftlichen Ausbildung ihrer Lehrkräfte nicht hinter den öffentlichen Schulen zurückstehen und eine Sonderung der Schüler nach den Besitzverhältnissen der Eltern nicht gefördert wird. Die Genehmigung ist zu versagen, wenn die wirtschaftliche und rechtliche Stellung der Lehrkräfte nicht genügend gesichert ist.
(5) Eine private Volksschule ist nur zuzulassen, wenn die Unterrichtsverwaltung ein besonderes pädagogisches Interesse anerkennt oder, auf Antrag von Erziehungsberechtigten, wenn sie als Gemeinschaftsschule, als Bekenntnis- oder Weltanschauungsschule errichtet werden soll und eine öffentliche Volksschule dieser Art in der Gemeinde nicht besteht.
(6) Vorschulen bleiben aufgehoben."

Auch die bayerische Verfassung trifft in den Artikeln 128 bis 137 grundlegende Regelungen zum Schulwesen.

Demnach hat jeder Bewohner Bayerns ein Recht auf Bildung gemäß seiner Fähigkeiten. Es besteht ferner allgemeine Schulpflicht und Schulgeldfreiheit.
(1) Die Schulen sollen nicht nur Wissen und Können vermitteln, sondern auch Herz und Charakter bilden.
(2) Oberste Bildungsziele sind Ehrfurcht vor Gott, Achtung vor religiöser Überzeugung und vor der Würde des Menschen, Selbstbeherrschung, Verantwortungsgefühl und Verantwortungsfreudigkeit, Hilfsbereitschaft, Aufgeschlossenheit für alles Wahre, Gute und Schöne und Verantwortungsbewußtsein für Natur und Umwelt.
(3) Die Schüler sind im Geiste der Demokratie, in der Liebe zur bayerischen Heimat und zum deutschen Volk und im Sinne der Völkerversöhnung zu erziehen.
(4) Die Mädchen und Buben sind außerdem in der Säuglingspflege, Kindererziehung und Hauswirtschaft besonders zu unterweisen."
Die Religionsfreiheit aller Schüler ist zu achten, Religionsunterricht ein ordentliches Lehrfach, welches belegt werden muss. Auf Antrag der Erziehungsberechtigten oder des volljährigen Schülers ist dieser stattdessen über die allgemein anerkannten Grundsätze der Sittlichkeit zu unterrichten.

## Wesentliche Gesetzesinhalte

### Bildungs- und Erziehungsauftrag
Der Schule kommt ein Auftrag zu, die Schüler zu bilden und zu erziehen. Dieser deckt sich im Wesentlichen mit dem verfassungsrechtlichen Auftrag.

### Aufgaben der Schule
Die Schule erschließt den Schülern die Lerninhalte und macht sie mit neuem vertraut, zu den Aufgaben gehört außerdem der inklusive Unterricht. 
„Die Schulen haben insbesondere die Aufgabe, Kenntnisse und Fertigkeiten zu vermitteln und Fähigkeiten zu entwickeln, zu selbständigem Urteil und eigenverantwortlichem Handeln zu befähigen, zu verantwortlichem Gebrauch der Freiheit, zu Toleranz, friedlicher Gesinnung und Achtung vor anderen Menschen zu erziehen, zur Anerkennung kultureller und religiöser Werte zu erziehen, Kenntnisse von Geschichte, Kultur, Tradition und Brauchtum unter besonderer Berücksichtigung Bayerns zu vermitteln und die Liebe zur Heimat zu wecken, zur Förderung des europäischen Bewusstseins beizutragen, im Geist der Völkerverständigung zu erziehen und die Integrationsbemühungen von Migrantinnen und Migranten sowie die interkulturelle Kompetenz aller Schülerinnen und Schüler zu unterstützen, die Bereitschaft zum Einsatz für den freiheitlich-demokratischen und sozialen Rechtsstaat und zu seiner Verteidigung nach innen und außen zu fördern, die Durchsetzung der Gleichberechtigung von Frauen und Männern zu fördern und auf die Beseitigung bestehender Nachteile hinzuwirken, die Schülerinnen und Schüler zur gleichberechtigten Wahrnehmung ihrer Rechte und Pflichten in Familie, Staat und Gesellschaft zu befähigen, insbesondere Buben und junge Männer zu ermutigen, ihre künftige Vaterrolle verantwortlich anzunehmen sowie Familien- und Hausarbeit partnerschaftlich zu teilen, auf Arbeitswelt und Beruf vorzubereiten, in der Berufswahl zu unterstützen und dabei insbesondere Mädchen und Frauen zu ermutigen, ihr Berufsspektrum zu erweitern, Verantwortungsbewusstsein für die Umwelt und Verständnis für die Zusammenhänge nachhaltiger Entwicklung, gesunder Ernährung und verantwortungsvoller landwirtschaftlicher Erzeugung zu wecken.“

### Schulpflicht
Der Schulpflicht unterliegt, wer die altersmäßigen Voraussetzungen hierfür hat und in Bayern wohnt oder dort seinen gewöhnlichen Aufenthalt hat. Die Schulpflicht dauert 12 Jahre und gliedert sich in Vollzeitschulpflicht und Berufsschulpflicht. Die Vollzeitschulpflicht dauert 9 Jahre, wird also in der Regel mit dem Hauptschulabschluss beendet. Danach beginnt die Berufsschulpflicht, sofern keine andere Schule besucht wird. Diese muss nicht von Schülern abgeleistet werden, welche bereits den MSA erworben haben. Wer der Schule fernbleibt, kann dieser mit Zwang zugeführt werden und begeht in der Regel eine Ordnungswidrigkeit.

### Religionsunterricht
Das Schulgesetz regelt hier im Wesentlichen das gleich wie die Landesverfassung. Der Unterricht über die anerkannten Grundsätze der Sittlichkeit erfolgt in Form von Ethikunterricht.

### Sexualerziehung
Die Sexualerziehung gehört zu den Aufgaben der Schule. Ihr vorrangiges Ziel ist die Förderung von Ehe und Familie. Der Unterricht kann über mehrere Fächer verteilt stattfinden, die Eltern sind über Ziel, Inhalt und Form rechtzeitig zu informieren.

### Mitwirkung
Es werden Konferenzen der Lehrer, Eltern und Schüler sowie gemeinsame Versammlungen gebildet.

### Erziehungs-, Ordnungs- und Sicherungsmaßnahmen
Zur Sicherung des Bildungs- und Erziehungsauftrags oder zum Schutz von Personen und Sachen können Erziehungsmaßnahmen gegenüber Schülerinnen und Schülern getroffen werden. Dazu zählt bei nicht hinreichender Beteiligung der Schülerin oder des Schülers am Unterricht auch eine Nacharbeit unter Aufsicht einer Lehrkraft. Soweit andere Erziehungsmaßnahmen nicht ausreichen, können Ordnungs- und Sicherungsmaßnahmen ergriffen werden.
Die körperliche Züchtigung ist unzulässig. Bei nicht anders abwendbarer Gefahr dürfen Schüler vom Schulbesuch vorläufig ausgeschlossen werden.

## Geschichte
Das Gesetz wurde am 9. März 1960 erlassen. In der Folge kam es zu einer Neufassung am 10. September 1982 und drei Neubekanntmachungen, von denen die letzte am 31. Mai 2000 beschlossen wurde.